# Eberhard Rösch
Eberhard Rösch   (Chemnitz, 9 d'abril de 1954) és un biatleta alemany, ja retirat, que va competir sota bandera de la República Democràtica Alemanya durant les dècades de 1970 i 1980. És el pare del també biatleta Michael Rösch.
El 1980 va prendre part en els Jocs Olímpics d'Hivern de Lake Placid, on disputà dues proves del programa de biatló. Fent equip amb Mathias Jung, Frank Ullrich i Klaus Siebert guanyà la medalla de plata en la cursa del relleu 4x7,5 km. En la cursa dels 20 quilòmetres guanyà la medalla de bronze.
En el seu palmarès també destaquen tres medalles d'or, una de plata i una de bronze al Campionat del món de biatló i onze títols nacionals.